# Castello lineare

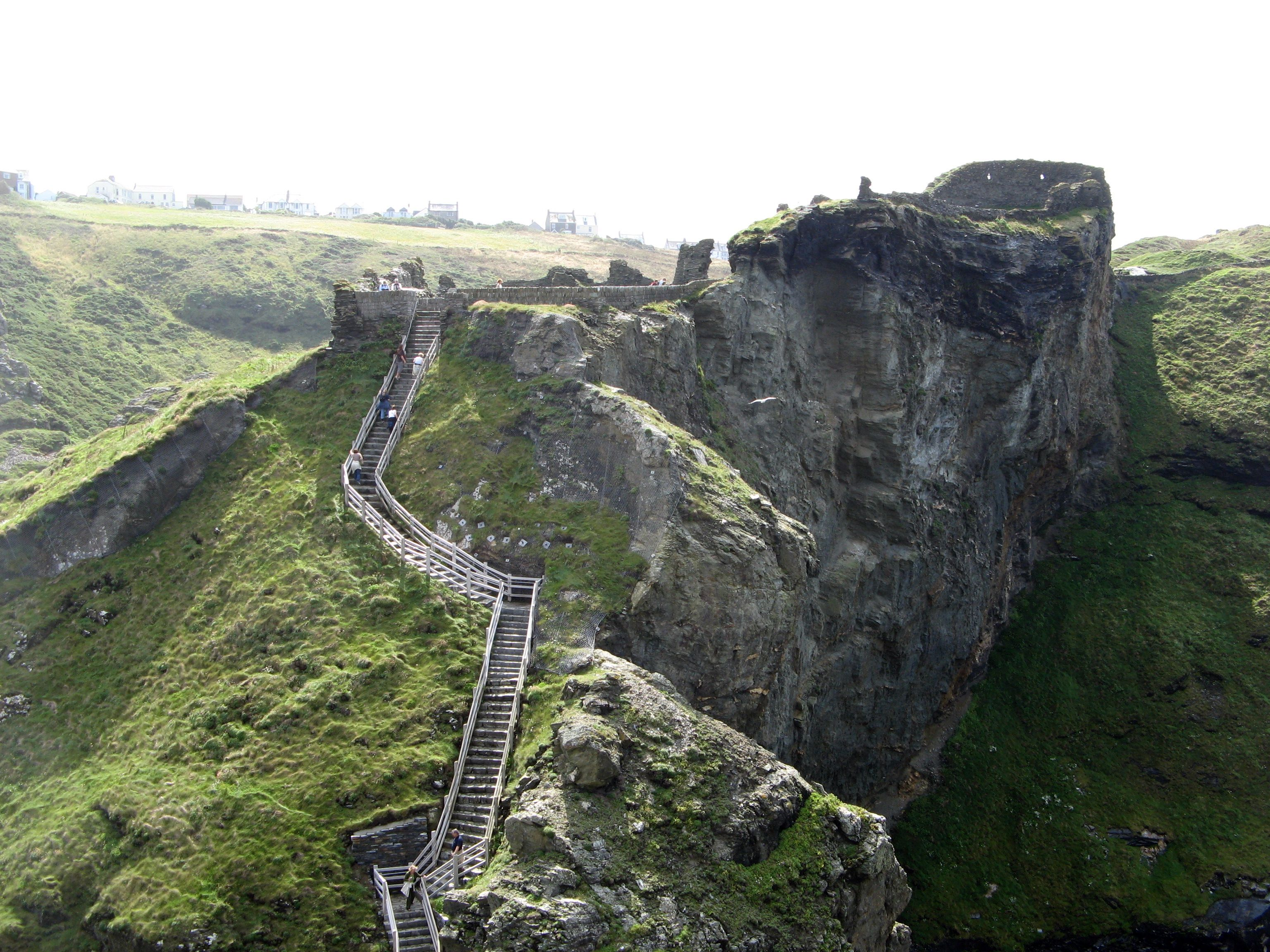
Il castello di Tintagel, primo esemplare conosciuto di castello lineare in Gran Bretagna

Un castello lineare è un castello progettato per affrontare gli assalitori tramite una serie di barriere e ostacoli disposti in linea (da cui il nome).

## Descrizione

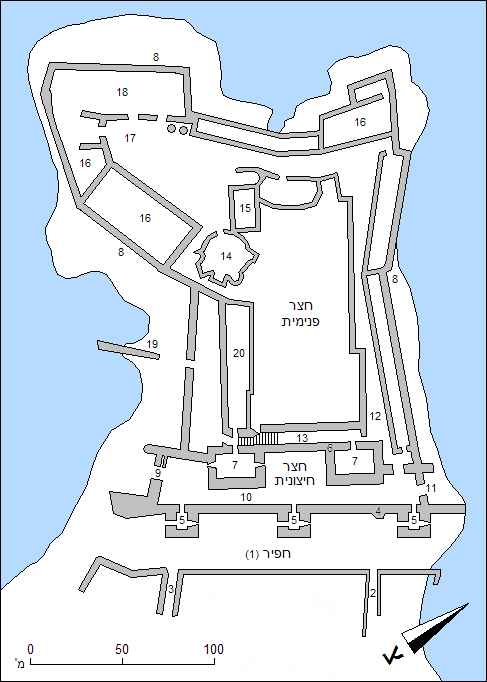
Mappa del Castello Pellegrino

Il principio era quello di convogliare gli assalitori in un imbuto obbligandoli ad assalire un fronte molto stretto, concentrando in quell'area tutte le difese del castello. Questo implicava che le strutture architettoniche e gli uomini dovevano essere concentrati, a differenza di quanto avveniva nel più comune castello concentrico in cui andava difesa tutta la circonferenza del castello.
I castelli lineari venivano solitamente costruiti dove la topografia li rendeva preferibili. Un notevole esempio era il Castello Pellegrino dei cavalieri templari,  che sorgeva su un promontorio in una penisola. Sul lato del continente vi erano due mura, di cui la più interna era più alta per consentire ai difensori di attaccare i nemici oltre il primo muro e garantire una maggiore difesa. La fortezza dei Cavalieri Ospitalieri di Qala'at Marqab in Siria è stata eretta su uno stretto promontorio in roccia, ideale per evitare gli scavi sotto le mura ma improponibile per la cerchia di mura tipica dei castelli concentrici. Il nucleo del Krak dei Cavalieri si trova su una stretta lingua di terra che domina un burrone le cui pareti rocciose limitavano la possibilità di attacchi laterali.
La tecnica edilizia dei castelli lineari giunse in Gran Bretagna a metà del XIII secolo, contemporaneamente quindi ai castelli concentrici. Il primo esemplare conosciuto di castello lineare in Gran Bretagna è quello di Tintagel.
È anche opportuno notare che molti castelli combinano elementi di entrambi gli stili. Il castello di Conwy, spesso citato come esempio di castello concentrico, è in realtà un castello lineare con alcuni elementi dello stile concentrico.